# The Wreck of the Relationship
The Wreck of the Relationship (рус. Крушение отношений) — второй эпизод двадцать шестого сезона мультсериала «Симпсоны». Выпущен 5 октября 2014 года в США на телеканале «FOX».

## Сюжет
У Гомера лопается терпение из-за того, что Барт ни во что его не ставит и относится непочтительно к его авторитету. Гомер заставляет Барта съесть брокколи, но Гомер, каким бы способом он не заставил бы Барта это сделать, все насмарку, несмотря на то, что Гомер потратил на это два дня. Мардж записывает их на специальный курс взаимоотношений в программе родителей и детей — «Корабль Связи», чтобы они решали свои конфликты в море. Пока Гомера нет дома, Мардж решает по интернету возглавить команду мужа по фэнтези-футболу, что приводит к весьма неожиданным результатам.

## Цензура
Первая и единственная серия «Симпсонов», получившая по Американской киноассоциации рейтинг - TV-MA (не рекомендовано детям до 17 лет).